# Roderic O’Conor

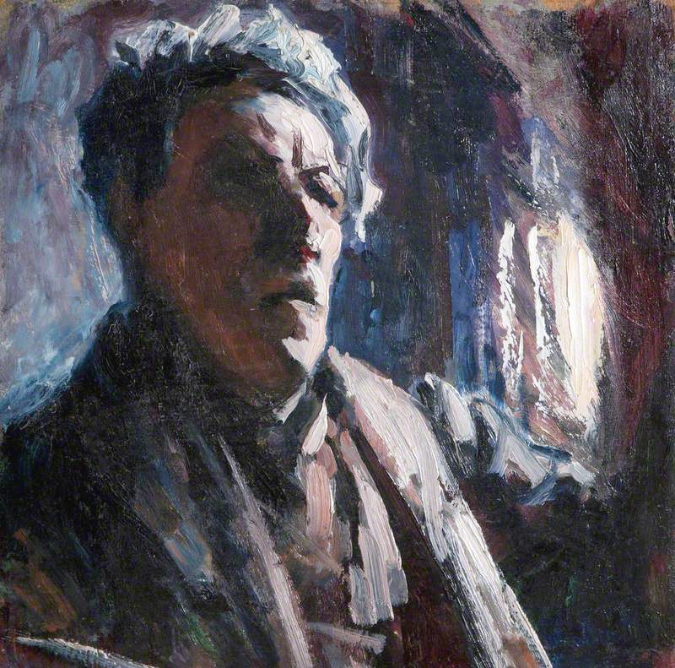
Selbstporträt (um 1923–26)

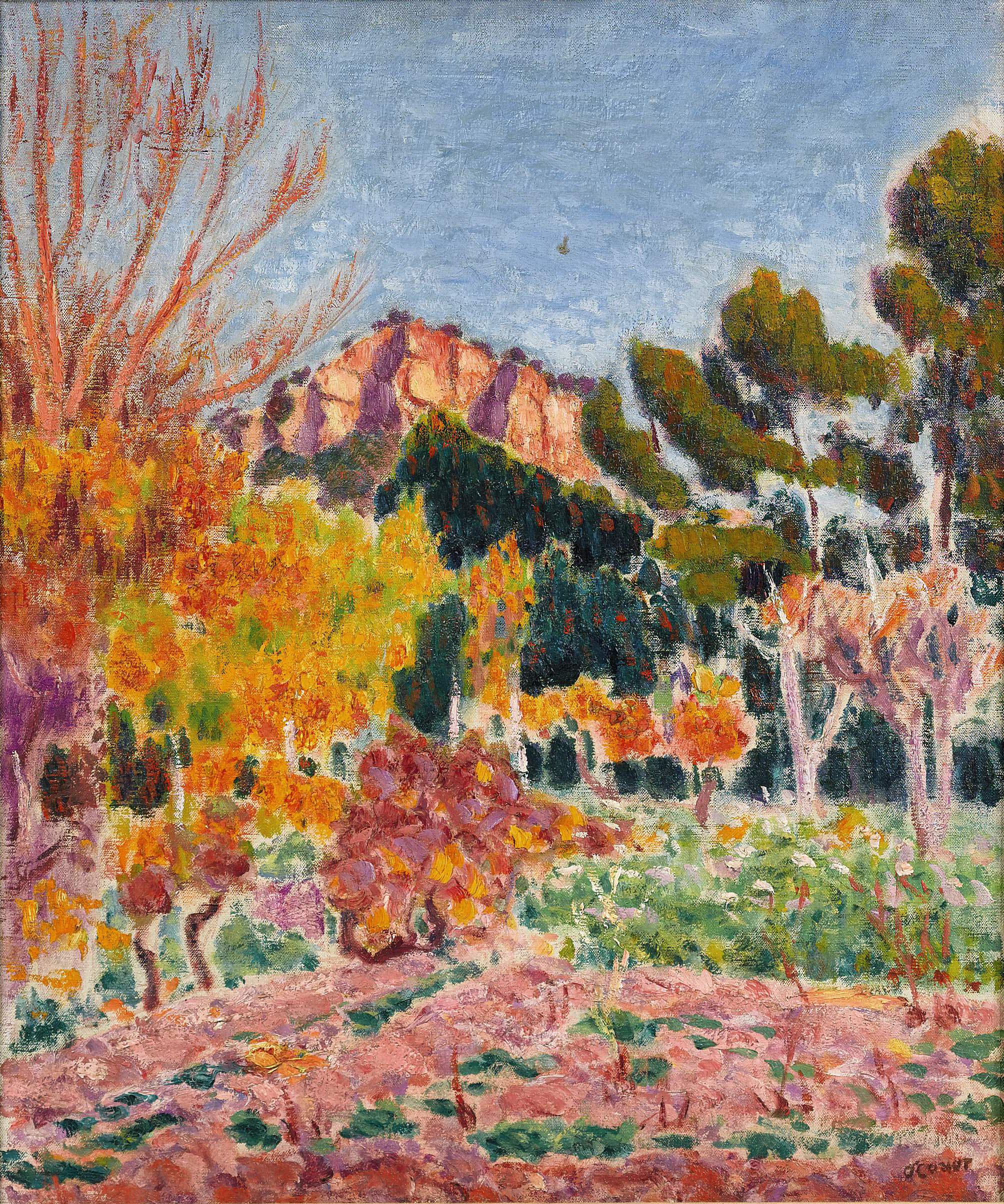
Paysage, Cassis (um 1900)

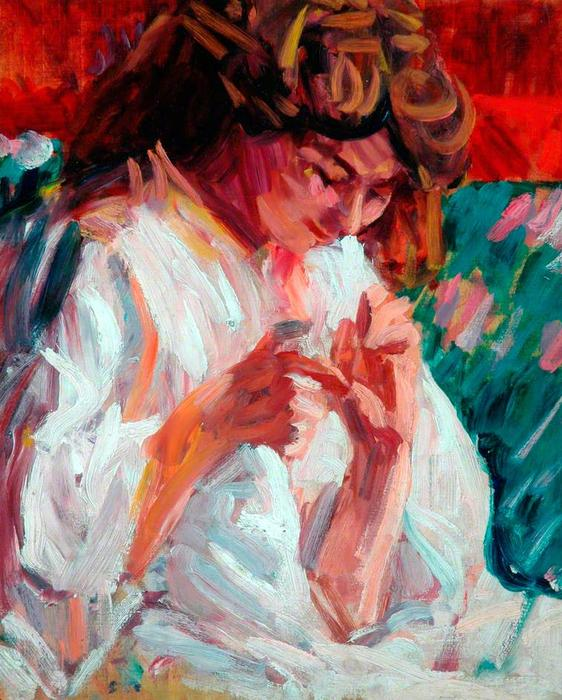
Girl Mending (um 1900)

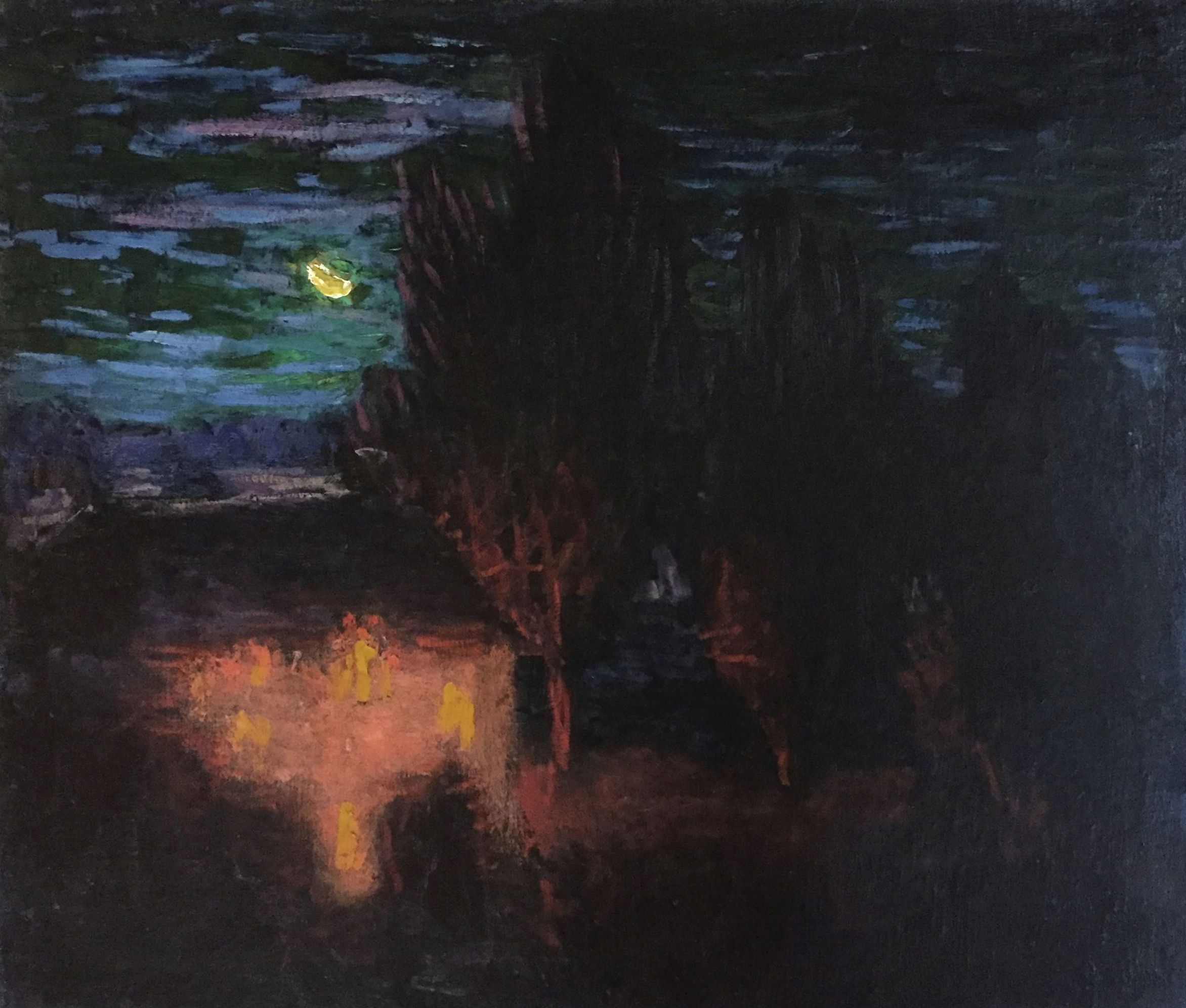
"Les Korrigans sous la lune - The dance of the elves of Pont-Aven" (Moonlit landscape with tall trees) by Roderic O'Conor, ca. 1898–1900

Roderic O’Conor (* 17. Oktober 1860 bei Castlerea, County Roscommon; † 18. März 1940 im Département Maine-et-Loire) war ein irischer Maler.

## Leben und Werk
O’Conor studierte von 1879 bis 1883 Malerei in Dublin und anschließend bis 1884 in Antwerpen, bevor er nach Paris ging, wo er vom französischen Impressionismus beeinflusst wurde. 1892 zog er nach Pont-Aven in der Bretagne. Dort schloss er sich der sogenannten Schule von Pont-Aven an, einer postimpressionistischen Künstlergruppe um Paul Gauguin, mit dem er auch befreundet war. Einige seiner Bilder aus dieser Zeit erinnern an Werke Vincent van Goghs. Nach 1900 näherte sich sein Stil, der durch expressiven Pinselstrich und kräftige Farbigkeit gekennzeichnet war, dem Fauvismus und dem Expressionismus an.
Im März 2011 erzielte eines seiner Bilder bei einer Auktion bei Sotheby’s einen Verkaufspreis von 337.250 Britischen Pfund (umgerechnet 383.993 Euro).

## Einzel- und Gruppenausstellungen (Auswahl)
- 1984: Pont-Aven / Roderic O’Conor (1860–1940). Musée des beaux-arts de Pont-Aven
- 1999: Roderic O’Conor (1860–1940) L’oeuvre grave. Musée des beaux-arts de Pont-Aven
- 2015–2016: Von Poussin bis Monet. Die Farben Frankreichs. Bucerius Kunst Forum, Hamburg

## Arbeiten in öffentlichen Sammlungen (Auswahl)
- Hugh Lane Gallery of Modern Art, Dublin
- National Gallery of Ireland, Dublin
- Scottish National Gallery of Modern Art, Edinburgh
- Tate Britain, London
- Museum of Modern Art, New York
- Musée d’Orsay, Paris
- Art Gallery of New South Wales, Sydney